# Rowena King
Rowena King (Londen, december 1970) is een Britse actrice. Ze is bekend van onder meer The Bucket List.
- International Standard Name Identifier: 0000 0000 4718 4135
- Library of Congress Control Number: no2008006727
- Nationale Bibliotheek van Israël: 987012384968505171
- Virtual International Authority File: 63805709